# Джавшан
Джавшан (узб. Djavshan; 1680 год, Бухара, — 1711 года, Бухара, Бухарское ханство) — государственный и военный деятель, верховный кушбеги (1711) Бухарского ханства.

## Происхождение
Джавшан по происхождению был из калмаков-джунгар, родился в Бухаре. 

## Политическая и военная деятельность
Во время правления бухарского хана — аштарханида Убайдулла-хан II (1702-1711) большое влияние приобрел верховный кушбеги Туракулибий. Он способствовал росту влияния калмаков при бухарском дворе, в государстве усилилась смута и междоусобицы. Именно он способствовал усилению позиций другого калмака Джавшана.
Бухарский историк Мир Мухаммед Амин-и Бухари описав незадачливость Туракули-бия, связывает данное его качества с одной из причин убийства Убайдулла-хана II и сравнивает смерть хана с гибелью государства. Про назначении ханом Джавшана на должность кушбеги Мир Мухаммед Амин-и Бухари пишет следующее:

Презренный Джавшан, который был источником всего происшедшего, получил должность верховного кушбеги и важное отправление дел инака. Перстень Соломонов попал таким образом в руки сатаны. Своих детей и родственников, наделенных дьявольскими свойствами, он сделал исполняющими разные обязанности при государевом дворце.
Джавшан участвовал в заговоре против Убайдулла-хана II, способствовал его гибели и получил за убийство хана от заговорщиков 8000 тенге.
По словам историка Убайдулла-хана II, имущество всех лиц, имевших какое-либо отношение к убитому хану, он конфисковал; за каждое непонравившееся ему слово предавал виновного смерти с конфискацией его имущества. Сборщики податей и все служилое сословие страшно боялись его из-за жестокого с ними обращения. Эмиры решили отделаться от кушбеги. Его под предлогом попросил к себе аталык вместе с его братом Салах курчи, и когда Джаушан прибыл к аталыку, он был там схвачен, брошен в тюрьму, подвергнут пыткам и убит с своими братьями Малахом и Ибрагимом.
Таким образом, после прихода к власти Абулфейз-хана (1711-1747) Джавшан был убит в Бухаре и верховным кушбеги Бухары был назначен Абдулла-бий.